# Walter Schobert
Walter Schobert (* 1943 in Erlangen) ist ein deutscher Museumsleiter und Autor.
Schobert studierte Evangelische Theologie und Theaterwissenschaft. Anschließend war er je drei Jahre als Pfarrer und als Filmreferent tätig. Von 1974 bis 1985 war er Vorsitzender der Arbeitsgruppe für Kommunale Filmarbeit. Er war von 1979 bis 2003 Gründungsdirektor des Deutschen Filmmuseums in Frankfurt am Main. Er ist Autor und Herausgeber zahlreicher Schriften zum Film und zur Filmgeschichte und hatte Lehraufträge zur Filmgeschichte an verschiedenen Universitäten. Seit 1994 ist er Honorarprofessor am Institut für Europäische Kunstgeschichte der Universität Heidelberg. 1995 wurde ihm der Ehrendoktortitel der Universität Edinburgh verliehen.
Neben Arbeiten zur Filmgeschichte hat er zahlreiche Veröffentlichungen zum Thema Schottischer Whisky vorgelegt und führt regelmäßig Tastings durch. Er ist Mitglied der „Keepers of the Quaich“, einer Vereinigung, die sich um die Pflege der Whisky-Kultur in Schottland kümmert.
Schobert lebte bis 2018 auf der schottischen Insel Islay.

## Schriften (Auswahl)
- Malt-Whisky-Guide. Hädecke, Weil der Stadt 2012.
- Scotch Whisky. Wasser des Lebens. Hädecke, Weil der Stadt 2010.
- Single malt note book. Hädecke, Weil der Stadt, 4. Auflage 2008.
- Das Whiskylexikon. Fischer-Taschenbuch-Verlag, Frankfurt am Main 2003.
- Whisky. Für Genießer und Sammler. Weltbild, Augsburg 2002.
- The Whisk(e)y treasury. The world’s most complete Whisk(e)y A to Z. Angels’ Share, Glasgow 2002.
- Hrsg. mit Hilmar Hoffmann: Abschied vom Gestern. Bundesdeutscher Film der sechziger und siebziger Jahre. Ausstellung, Filme 19.12.1991 – 12.4.1992. Deutsches Filmmuseum, Frankfurt am Main 1992.
- Hrsg. mit Hilmar Hoffmann: Zwischen gestern und morgen. Westdeutscher Nachkriegsfilm 1946–1962. Deutsches Filmmuseum Frankfurt am Main, Ausstellung, Filme 25.05. – 30.08.1989. Deutsches Filmmuseum, Frankfurt am Main 1989.
- Der deutsche Avant-Garde-Film der 20er Jahre. Goethe-Institut, München 1989.
- Uliisses. Ein Film von Werner Nekes. Verlag der Buchhandlung König, Köln 1987.
- Deutsches Filmmuseum, Frankfurt am Main. Magazinpresse-Verlag, München 1986.
- Hrsg. mit Hilmar Hoffmann: Der Film in den Sowjetischen Unionsrepubliken. Kommunales Kino, Frankfurt am Main 1982.